# Băbăița (gmina)
Băbăița (wymowaⓘ) – gmina w Rumunii, w okręgu Teleorman. Obejmuje miejscowości Băbăița i Merișani. W 2011 roku liczyła 3032 mieszkańców.